# Il mistero del carillon
Il mistero del carillon (Dressed to Kill), noto in Italia anche come Sherlock Holmes e il mistero del carillon e Vestito per uccidere, è un film del 1946 per la regia di Roy William Neill, quattordicesima e ultima pellicola gialla basata sul personaggio di Sherlock Holmes della serie interpretata dalla coppia Basil Rathbone-Nigel Bruce e prodotta da Universal Studios.
È liberamente ispirato al racconto L'avventura dei sei napoleoni (The Adventure of the Six Napoleons), una delle storie contenute nella raccolta Il ritorno di Sherlock Holmes (1905) di Arthur Conan Doyle, ma trae spunti e citazioni anche da Uno scandalo in Boemia del medesimo autore.

## Trama
Tre carillon economici (ciascuno che suona una parte differente della canzone "The Swagman"), realizzati nella Prigione di Dartmoor, sono venduti ad una locale casa d'aste. A ogni modo, una banda criminale è determinata a recuperarli tutti e tre, anche a costo di commettere degli omicidi. Sherlock Holmes cerca di recuperare i carillon e scoprire il segreto del perché siano così ricercati dai malviventi.

## Edizione italiana
Il film non fu mai distribuito nei cinematografi italiani; venne doppiato per la prima volta dalla Rai nel 1973 appositamente per la messa in onda di un ciclo dedicato a Sherlock Holmes.